# Prikubanskij
Prikubanskij (in lingua russa Прикубанский) è un centro abitato dell'Adighezia, situato nel Tachtamukajskij rajon. La popolazione era di 1.128 abitanti al dicembre 2018. Ci sono 9 strade.